# Søpunge
Søpunge (Ascidiacea) er en dyreklasse af underrækken sækdyr. De ca. 3000 arter findes i alle verdens have, men kun 36 er kendt fra Danmark. Søpungene lever nedgravet i havbunden eller fæstnet til sten, alger eller skibe. Dets voksne stadium er immobil, mens larvestadiet er mobil.

## Arter
Tre af de mest almindelige arter i Danmark er:
- Almindelig søpung, Ciona intestinalis
- Vortet søpung (finker), Ascidiella aspersa
- Østasiatisk søpung, Styela clava – naturligt forekommende i Asien, men indført til Danmark[1]

## Gastronomi
I Korea spises søpunge som suppen Mideodeok (미더덕).